# Acaena magellanica
Acaena magellanica (llamada pimpinela, cadillo o cepa de caballo de mallín) es una especie de planta de flores natural del extremo sur de América del Sur y muchas islas subantárticas, entre ellas las  islas argentinas islas Georgias del Sur, las islas Malvinas, y los territorios australes franceses como las islas Crozet, entre otros.

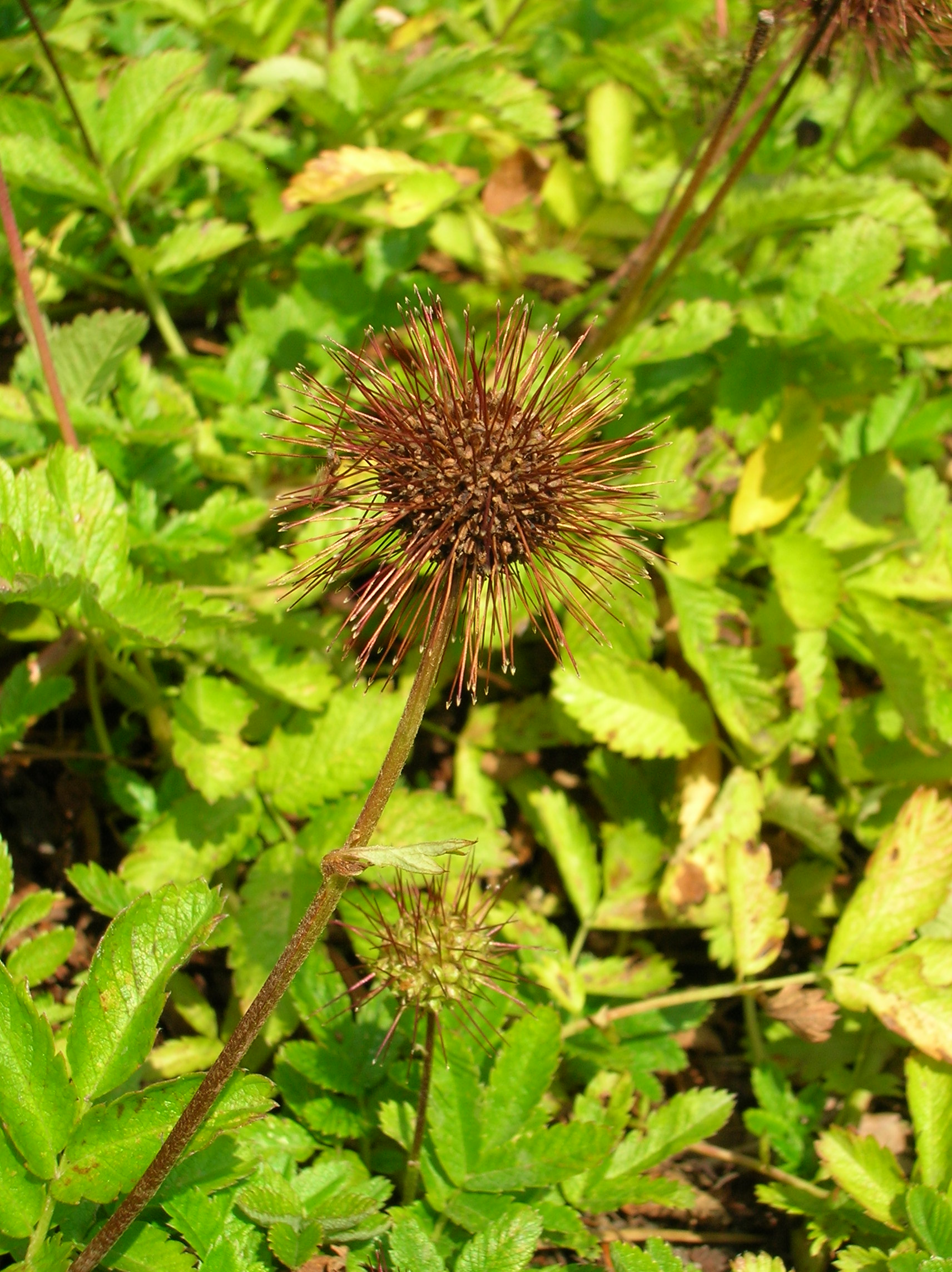
Vista de la planta

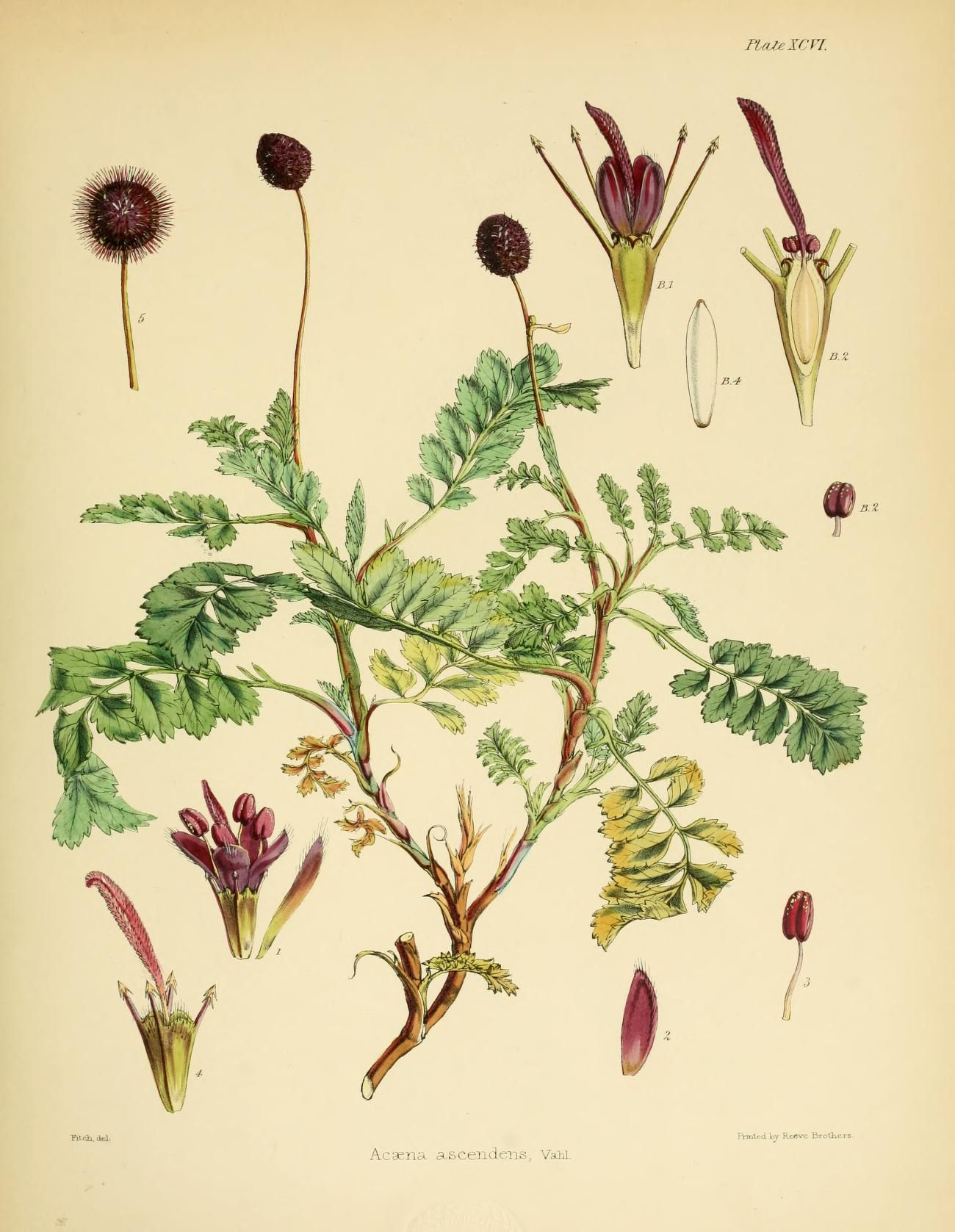
Ilustración

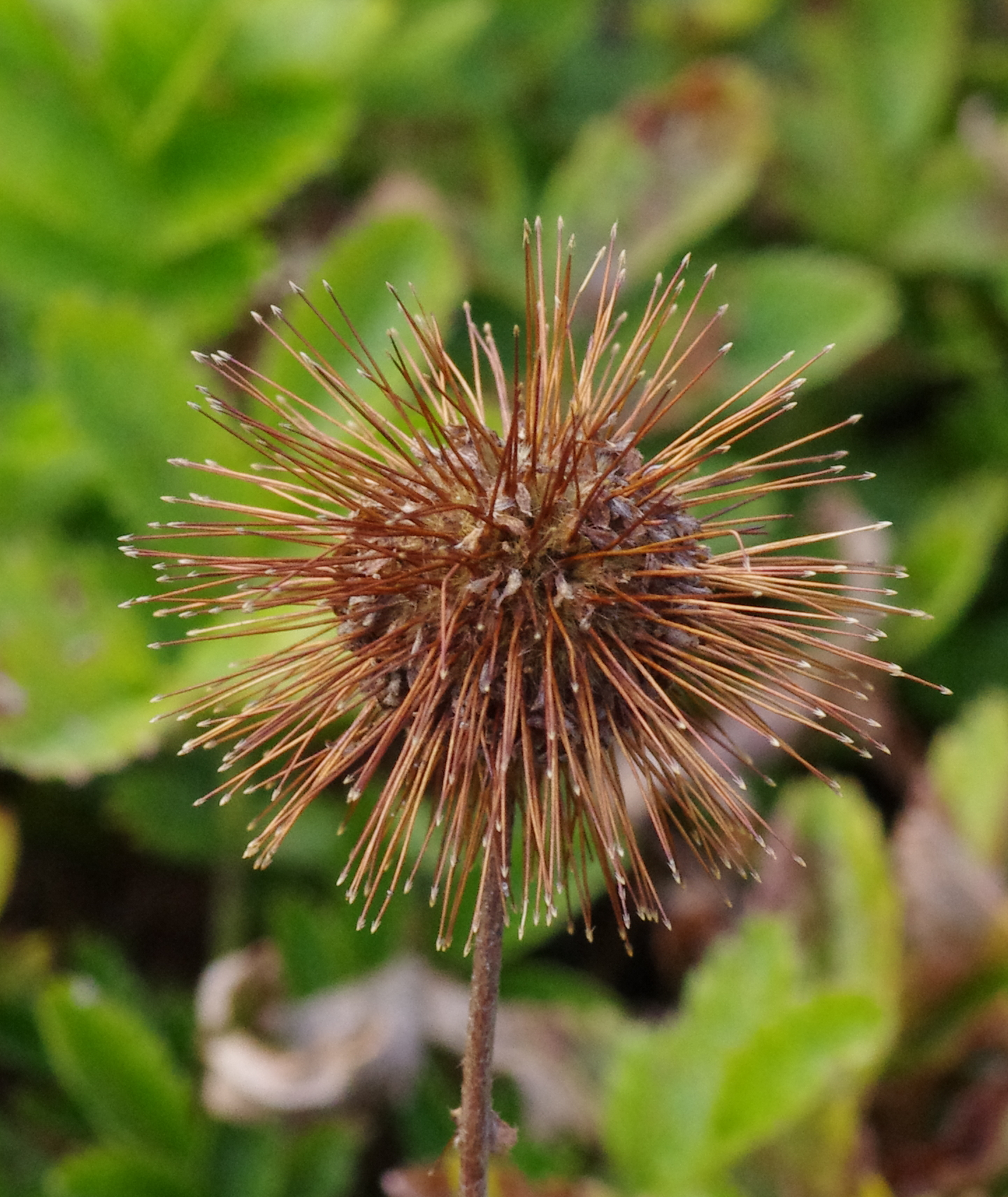
Flor

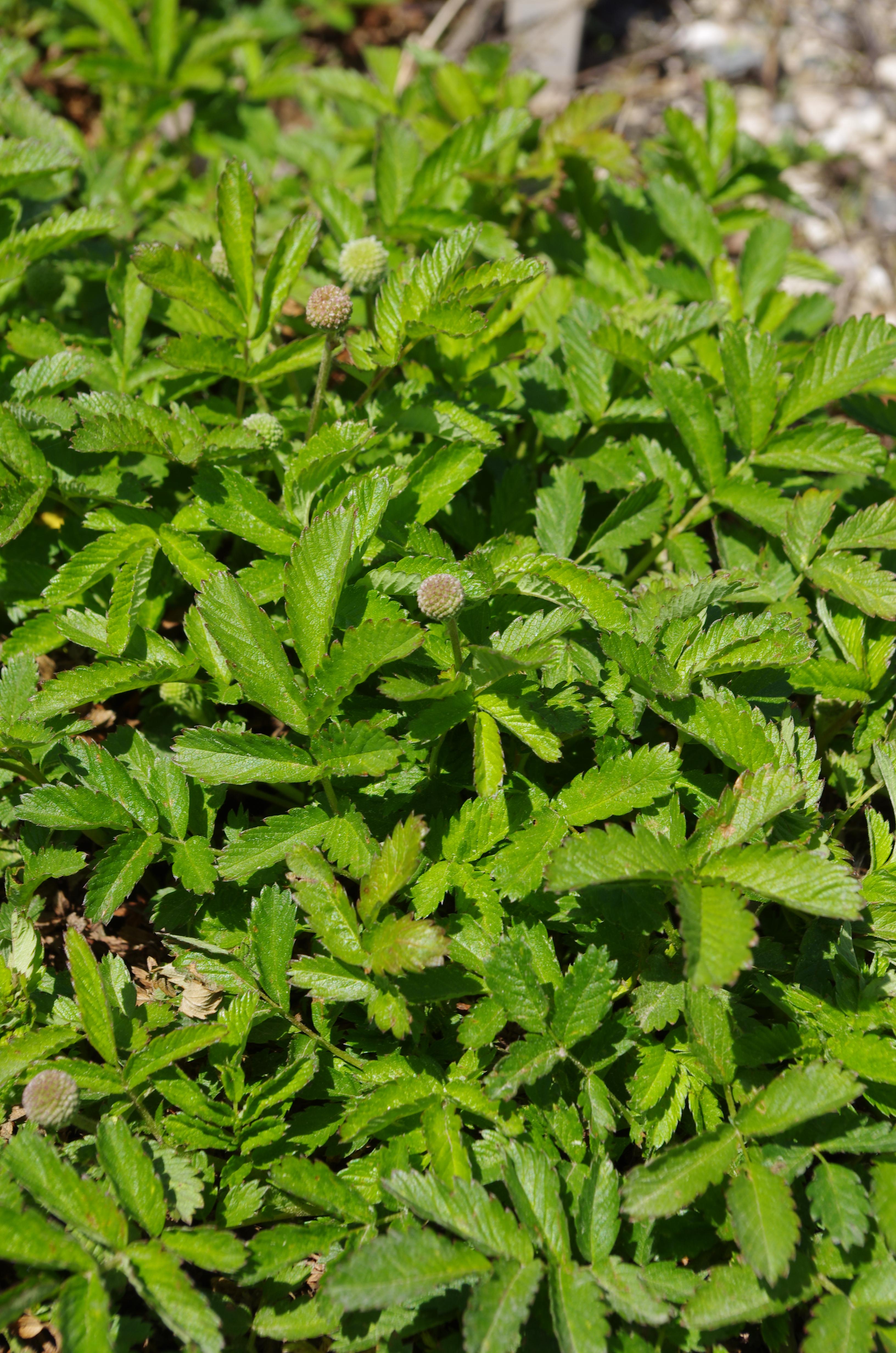
En su hábitat

## Descripción
Son plantas de tallos rastreros que alcanzan un tamaño de hasta 30 cm, formando un césped denso a una altura de 15 cm. Las hojas son perennes, pinnadas con lámina muy dentada, de color gris-verde y rojo en otoño y que se convierten en un color cobre. Las hojas jóvenes son más oscuras, con un brillo mayor.

## Taxonomía
Acaena magellanica fue descrita por (Lam.) Vahl y publicado en Enumeratio Plantarum . . . 297. 1804.
Etimología
Acaena: nombre genérico que deriva del griego y  significa "aguijón" refiriéndose a la fruta.
magellanica: epíteto geográfico que alude a su localización en el estrecho de Magallanes.
Sinonimia
- Acaena acroglochin Bitter
- Acaena acutifida Bitter
- Acaena adscendens Vahl
- Acaena affinis Hook.f.
- Acaena alboffii Macloskie
- Acaena ascendens Vahl
- Acaena brachyglochin Bitter
- Acaena cadilla Hook.f.
- Acaena canescens Phil.
- Acaena chamacaena Bitter
- Acaena closiana Gay
- Acaena colchaguensis Bitter
- Acaena compacta Hauman
- Acaena coxi Phil.
- Acaena depauperata Bitter
- Acaena exaltata Bitter
- Acaena floribunda Bitter
- Acaena glandulifera Bitter
- Acaena glaucella Bitter
- Acaena grandistipula Bitter
- Acaena grossifolia Bitter
- Acaena hirta Citerne
- Acaena humilis Bitter
- Acaena ischnostemon Bitter
- Acaena krausei Phil.
- Acaena laevigata W.T.Aiton
- Acaena longearistata H.Ross
- Acaena longiaristata H.Ross
- Acaena longistipula Bitter
- Acaena macrophyes Bitter
- Acaena macropoda Bitter
- Acaena macrostemon Hook.f.
- Acaena neglecta Bitter
- Acaena nudicaulis Albov
- Acaena obtusiloba Bitter
- Acaena oligodonta Bitter
- Acaena oligoglochin Bitter
- Acaena oligomera Skottsb.
- Acaena petiolulata Phil.
- Acaena plioglochin Bitter
- Acaena rubescens Bitter
- Acaena sericascens Bitter
- Acaena subflaccida Bitter
- Acaena subtusvillosula Bitter
- Acaena tomentella Bitter
- Acaena transitoria Bitter
- Acaena venulosa Griseb.
- Ancistrum magellanicum Lam.[7]